# キスと魔王と紅茶
『キスと魔王と紅茶 〜Kiss×Lord×Darjeeling〜』（キスとまおうとダージリン）は2009年10月30日にま〜まれぇどから発売された、18禁恋愛アドベンチャーゲームである。メーカーでは「キス×キス＝魔王!?早変わり学園恋愛アドベンチャー」と称している。略称はキスまお。

## 概要
本作はま〜まれぇどの製作の、キスをすると魔王になる体質となってしまった少年が主人公の学園恋愛アドベンチャー。魔王という単語は出てくるもののファンタジー的要素はなくラブコメメインのストーリーとなっている。
公式サイトで作品世界観を解説する『キスまお・ミニミニ劇場』を全4話+特別編を配信。予約キャンペーンとして原画集を配布、早期予約キャンペーンとして早得BOOKを配布された。

## ゲームシステム
プロローグを経たのち、MAP上でキャラクターを選択する第一部と、そこで仲を深めたキャラとの個別ルートである第二部を順にプレイしていく。
また、各キャラクターを攻略すると、タイトル画面にSideStoryが追加される。

## ストーリー
全寮制のミッション学園私立秋零学園に通う主人公、相葉憩一は、とある事情から「魔王」になってしまう。
それによって公園に咲く花の色が変わり、魔王の誕生は学園中に知られることとなったため、学園では魔王に立ち向かう「勇者部」が編成される。ところが、魔王である憩一までもがその勇者部の一員となってしまった。
こうして、相葉憩一の魔王としての学園生活が始まるのであった。

## 登場人物
名前のある登場人物のみを述べる。

### 主人公
相葉 憩一 （あいば けいいち）
声 - なし
主人公。問題児集団CUQ（カウントアップカルテット）の一人に見られているものの普通の学生であったが、地下の棺に寝てしまったことがきっかけとなりキスをすると『魔王』となる体質になってしまう。魔王としての自覚はないが、成り行きで仮面を被って魔王を演じたり、また魔王出現によって勇者部にも所属することになる。キャストリング（知恵の輪）が趣味で幼い頃に優菜から貰った未だに解けないキャストリングを大切に持っている。
幼い頃に両親を亡くし伯母に育てられている。両親を亡くした事故のときに無理に紅茶を飲ませたことが事故の原因になったと感じたことから、紅茶が飲めなくなってしまった。またその後自分が友人達によって普通に振舞えるようになった事から友人のことは何よりも気にかけている。

### メインヒロイン
九曜 更紗 （くよう さらさ）
声 - 高嶺睦美
身長:165cm　3サイズ:87/57/86　誕生日:10月13日
生徒会長で、寮の監督役もしている1年上の先輩。憩一に魔王であることを告げ、魔王の下僕（しもべ）を名乗り甲斐甲斐しく世話をするようになる。学園の注目を集める一方で他人を寄せ付けない態度をとるが、魔王の前では従順であり彼の「普通の生活をしたい」という願いにも積極的に叶えようと手を回している。
元々は孤児であり九曜家が魔王を篭絡させるために幼い頃から厳しい調練を受けており、それ故に他人を信じることができなかった。またその過去のため暗く狭い場所を極端に怖がる。趣味はナイフを磨くことで銃器の訓練を受けたこともある。
八城 つばさ （やしろ つばさ)
声 - 斉藤愛子
身長:161cm　3サイズ:90/58/88　誕生日:12月18日
憩一の同級生。優菜の親友で、普段から行動を共にしている。真面目で口煩いタイプだが面倒見はよく、成り行きで勇者部に所属することになる。憩一にはよく文句を言うものの入学当時から密かに気にしている。
学園入学前まで剣道部に所属していたが、学園には剣道部がないため今は無所属。
雷が苦手で、憩一に抱きついたときは吊り橋効果でドキドキしているのだと思い込んでいた。
七瀬 優菜 （ななせ ゆうな)
声 - 佐本二厘
身長:156cm　3サイズ:86/56/87　誕生日:1月20日
憩一の同級生で幼馴染。穏やかで人当たりがよい性格。幼い頃に憩一と友達になっていたが引越しして以降は会うことはなく、学園に入学したときに再会した。
実は魔王の血縁であり、昔の別れ際に憩一の記憶を消そうとしたが失敗し、憩一が魔王となる因子をもたらした。また正体を隠すため普段はカラーコンタクトをしている。
憩一のことを想っており、憩ちゃんと呼び慕っている。家事もできてスタイルもいいため人気があり、ラブレターをもらうことがあるが、上記の理由から全部断っている。嘘がつけない性格で、質問にも正直に答えてしまう。ある質問に正直に答えたときはその場にいた全員が唖然とさせるシーンがあった。
柊千 夜子 （ひいらぎ ちよこ)
声 - 木村あやか
身長:140cm　3サイズ:66/47/64　誕生日:5月7日
憩一の2-Bクラス担任で物理教師。愛称はちょこ先生。性格は自由奔放で外見も性格も子供そのものだが、生物学の権威で博士号も持つ天才。愛称の通りチョコレートが好き。気分次第で授業もサボろうとするのでよく憩一が説得に行き、頭をわしゃわしゃされる。勇者部の顧問となるがほぼ私物化している。
ゲームが好きで電気代がバカにならないからと雷を使って電力を賄おうとしたり、憩一らを巻き込んで徹夜でネットゲームをしたりしている。
リセリシアス・ハンドレッド・霧ヶ崎 （Lycerisious Hundred Kirigasaki）
声 - 遠野そよぎ
身長:149cm　3サイズ:71/50/74　誕生日:3月28日
同学年の理事長の孫で現在の理事長(運営などは代理の弁護士が行っている)。愛称はリセ。生まれつき体が弱く車椅子で移動しよく学園を休んでいる。大人しく誰にでも優しく、また植物の世話をすることが好き。部屋の窓から毎日のようにCUQの面々、特に憩一の朝の登校風景を見ており、密かに彼らと友達になれないかと願っている。
魔王が自分の病気を治すことができるかもしれない事は知りつつも、その為に魔王が犠牲になる事は望んでいない。

### サブヒロイン？
三条寺 忍 （さんじょうじ しのぶ）
声 - 北都南
憩一の1つ下の後輩でCUQの1人。見た目は女の子だがれっきとした男の子で、憩一をセンパイと呼び日々熱烈にアタックしている。制服も女生徒用であるが学園公認。昔はその容姿が原因でいじめられていたためにやさぐれた性格をしていたが、憩一との出会いにより自分らしく振舞うようになる。
忍ルートのみエンディングが2種類ある。

### サブキャラクター
四堂 梢 （しどう こずえ）
声 - 守田羽糸
憩一のクラスメイト。非公認報道部をつくりスクープを追うものの、よく突っ走り独自解釈で決め付けてしまうため、情報の正確さには難がある。憩一を初恋の相手とアタックするもののいつも相手にされない。
素性は隠されており、更紗と同じ境遇で九曜家の反魔王派としても密かに動いている。
秋月 龍二 （あきつき りゅうじ）
声 - 十利須我里
憩一のクラスメイトでCUQの兄貴分的立場。大人びた雰囲気で面倒見はよく仲間が害を及ぼすことは許さない。スポーツ特待生であるがアルバイトをして生活費を稼いでいる。そのため特定の部活には所属しておらず、運動系部活動の助っ人をしている。
低反動枕が好き。
所 十 （ところ とう）
声 - ヘルシー太郎
憩一のクラスメイトでCUQのボケ役。女性にはもてず空気がまったく読めない行動をよくしてしまうが憎めない性格。芸術特待生で、絵が得意。ただし普段は授業でパラパラ漫画を描くのにその技術を発揮していたりと、才能の無駄遣いをしていることが多い。
梢らに「トコロテン」(所と「十(英数字でtenで"てん")」をかけて)と呼ばれることがある。
池沼 大伍 （いけぬま だいご）
声 - 水野しん
代議士の息子であり、生徒会の役員で2-Dの生徒。真面目で家のことを鼻にかける。思い込みが激しく忍のことを理想の女性と信じており、それゆえ憩一をライバルと対抗心に燃えている。
忍は男だと言われてもまったく耳を貸さず、ストーカーまがいのことをしようとする。何かあれば「パパに頼んで～」と言う。
シスター・六美・タイラー （Sister Mutsumi Tyler）
声 - 奥田香織
倫理（祈り）担当のシスター。日欧ハーフでがっちりした体格を持ち、熊落としの異名を持つ。ちょこ先生とは犬猿の仲で顔を合わせると喧嘩になる。
主（神）を尊い存在として扱い、主に逆らう者、逆らおうとする者、傷つける者に対して容赦がない。
九十九 （つくも）
声 - 星咲イリア
リセの世話をしているメイド。彼女のために魔王についても密かに調べている。

## 用語
魔王
キスによって能力が発現する特異能力を持つものを指す。魔王になっている時は目が赤くなる。能力としては驚異的な回復能力と身体能力を持ち、また首筋に唾液を注入する事によって相手から自分の記憶を奪うこともできる。その原因はウィルスであり、地下にある棺に適応者が入ることで薔薇の紋章の色が変わる。その名前の由来は初代魔王の尊敬と脱出時の復讐の苛烈さからきており特にファンタジー的な意味は持たない。またある花粉が魔王の能力を消す抗体となるがその抗体の適応者も魔王と同様に非常に少ない。
勇者部
学園校則にも記載されている魔王を倒すために設立された部。ハンドレッド家が魔王の力を得たいために作ったものだが、特に制約も監視もされておらずまた部費もほぼ自由に捻出されるため、顧問の千夜子が私物化してしまっている。部員も千夜子の独断で選出しているが、シスターの横槍で九曜と池沼も参加している。
CUQ（カウントアップカルテット）
梢が命名。相葉憩「一」、秋月龍「二」、「三」条寺忍、所「十」と数字（count）が上がって（up）いる4人（quartetto）のこと。つばさや優菜が入れば4人（quartetto）ではなくなるから、という理由で彼ら4人のことを指して言う。つばさや優菜が入れば呼び方がCU（カウントアップ）となる。ただし梢以外の人には殆ど呼ばれることはない。
なお、相葉憩一、秋月龍二、所十は特待生として入学しており、普段はおとなしくしているので問題児集団ではない。

## スタッフ
- 原画：みけおう、ちこたむ、さそりがため、高苗京鈴、KENGOU（サブキャラ）
- シナリオ：黒白線、サイトウケンジ、Oじろー
- グラフィックチーフ：ばんろっほ
- 音楽：浅野彰
- オープニングムービー：神月社（Mju:z）
- ディレクター：武内よしみ

## テーマ曲
オープニングテーマ「Your Lips」
作詞：kanoko / 作曲：虹音 / 歌：真理絵
エンディングテーマ「忘れない…」
作詞：kanoko / 作曲：虹音 / 歌：茶太